# Simulium wyomingense
Simulium wyomingense is een muggensoort uit de familie van de kriebelmuggen (Simuliidae). De wetenschappelijke naam van de soort is voor het eerst geldig gepubliceerd in 1959 door Stone and DeFoliart.